# Centro contabile elettronico del Banco di Napoli
Il palazzo del Centro contabile elettronico del Banco di Napoli è un palazzo di Napoli, ubicato in via Marconi e contiguo all'Auditorium Rai.

## Storia
Il Banco di Napoli trasformato, a partire dal 1926, perse la sua esclusività di poter emettere moneta trasformandosi di fatto in Istituto di Credito di Diritto Pubblico con il conseguente trasferimento di tutte le riserve auree presso la Banca d'Italia e creazione di una grandissima liquidità che consentì al Banco una politica espansiva con l'acquisizione e ampliamento del Credito Agrario e Fondiario e di piccoli istituti creditizi privati. Dopo la Grande depressione una delle più importanti operazioni del Banco fu la trasformazione del Fondo di Promozione Industriale per il Mezzogiorno nel ISVEIMER. La politica economica ed industriale creatasi a cavallo degli anni della Seconda guerra mondiale rese inevitabilmente il Banco di Napoli l'Istituto di Credito, a carattere pubblico, più grande d'Italia per la vasta circolazione di denaro che passava nelle sue casse. La riorganizzazione e ricostruzione della Banca negli anni immediatamente successivi al conflitto bellico passò inevitabilmente nelle maglie della riorganizzazione sociale e politica del Paese. Durante il decennio guidato da Ivo Vanzi come presidente del Banco nacque con Legge 10 agosto 1950 n. 646 la Cassa del Mezzogiorno e ciò consenti al Banco di Napoli una prolifica attività creditizia con l'accesso a mutui speciali per imprese e cittadini. 
Inoltre, entrando nella sfera politica di riferimento della Democrazia Cristiana, grazie alla presidenza di Epicarmo Corbino svoltasi tra il 1959 e il 1963, il Banco divenne il principale riferimento della politica economica e clientelare della sezione provinciale del partito fino allo scioglimento dello stesso dopo Mani pulite. In questi anni il Banco partecipò con ingenti somme, oltre alla finanziarizzazione delle campagne elettorali della DC, anche alla ricostruzione industriale di attività economiche e nel periodo di massima speculazione edilizia come riferimento creditizio di numerose imprese edili attive nella cementificazione di massa dell'intero territorio cittadino. Il flusso di denaro fu così consistente che proprio alla fine degli anni Cinquanta fu necessario istituire il Centro contabile elettronico per la gestione dei flussi di cassa in entrata e in uscita.
L'edificio del Centro di Calcolo fu edificato tra il 1960 e il 1961 affidando il progetto all'architetto e docente universitario Carlo Cocchia. Nel gruppo di progettazione partecipava nella risoluzione dei problemi di natura statica il giovane ingegnere Renato Sparacio che in seguito divenne un apprezzatissimo docente universitario della Facoltà di Ingegneria di Napoli nel campo della Scienza delle Costruzioni. La figura di Cocchia nella progettazione del Centro non fu una scelta del tutto casuale, poiché egli fu molto attivo alla ricostruzione della vicina Mostra d'Oltremare un decennio prima e tra i finanziatori dell'operazione di ricostruzione dell'intero quartiere fieristico ci fu proprio il Banco di Napoli di Vanzi.
Il centro di calcolo funzionò indipendentemente fino a quando avvenne la fusione tra il Banco di Napoli e il gruppo Sanpaolo IMI nel 2002 e in seguito dalla Intesa Sanpaolo. nel corso del 2023 e del 2024 l'intero edificio è stato oggetto di ristrutturazione attraverso l'impiego delle misure di ripresa economica dopo il COVID-19.

## Descrizione
L'edificio rappresenta uno dei più riusciti esempi di architettura destinata al terziario avanzato. L'impiego delle strutture in acciaio in Italia era abbastanza ridotto per i costi di produzione dei semilavorati impiegati nell'edilizia preferendo di gran lunga il calcestruzzo armato come tecnica costruttiva e per la semplicità che questo aveva in fase di modellazione, cosa più complessa con gli acciai. 
L'edificio segnò anche una tendenza che nel Paese cercava di superare le istanze razionaliste in direzione dei linguaggi di derivazione tecnica e tecnologica. L'adozione di tompagnature trasparenti e semi-trasparenti per tutto il perimetro lo rende un precursore degli atteggiamenti stilistici dell'architettura high-tech del decennio successivo. 
Inoltre le soluzioni trovate, in accordo con strutturisti ed impiantisti, per massimizzare la resa statica e impiantistica sfruttando il meno volume possibile per il dimensionamento delle opere strutturali e di alloggiamento degli collettori si optò per l'impiego di travi reticolari, irrigidite all'estradosso da una soletta in cemento armato. Questo espediente consentì la possibilità di far alloggiare il fascio di impianti lungo gli ampi saloni del centro di calcolo. 